# Einar Forseth

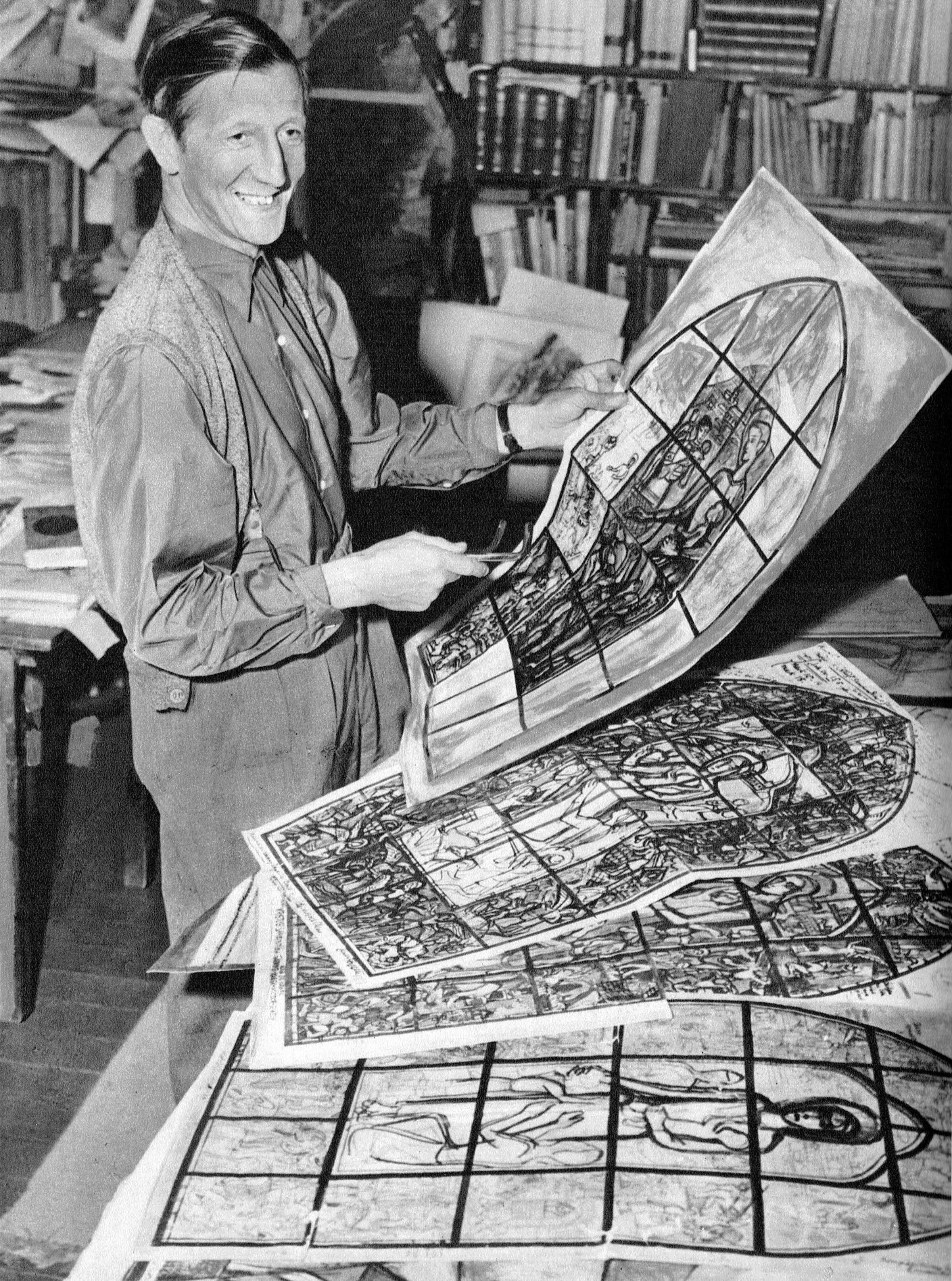
Einar Forseth omkring 1960.

Carl Einar Andreas Forseth, född 7 augusti 1892 i Linköping, död 5 december 1988 i Stockholm, var en svensk målare, tecknare, illustratör, formgivare och professor, bland annat känd som monumentalkonstnär och glasmålare.
Einar Forseth är kanske mest känd för sina bysantinskt inspirerade guldmosaiker i Gyllene salen i Stockholms stadshus, vars väggar är täckta med 18,6 miljoner färgade mosaikbitar med glas och guld, som föreställer Mälardrottningen samt allegoriska figurer och fantasier i modernistisk stil, fullbordade våren 1923.
Forseth har varit med och skapat flera offentliga miljöer i Sverige, och är även rikt representerad i svenska kyrkobyggnader och biografer runt om i landet. Forseth var även verksam inom konstindustri, där han formgav gav både vardags- och prydnadsföremål för fabriksmässig tillverkning. Bland annat komponerade och dekorerade porslinsserviser för Lidköpings porslinsfabrik. Han blev internationellt uppmärksammad för sina glasmålningar i katedralen i Coventry i västra delen av Midlands i England 1962, där han utförde glasmålningarna i den del av katedralen som kallas Chapel of Unity i The New Coventry Cathedral.
Einar Forseth erhöll professors namn 1962.

## Familj
Einar Forseth var son till den norske tecknaren och litografen Ole Andreas Forseth och hans hustru Hilda Borg. Han föddes i Linköping men växte upp i Örebro. Där ägde och drev fadern en litografisk anstalt, där Einar Forseth var elev. 1905 flyttade familjen till Göteborg, där Einar Forseth senare påbörjade sina studier. Han utbildades vid Generalstabens litografiska anstalt 1905–1906.
1917 gifte han sig med Irma Maria Ahlmén (1892–1979), dotter till kamrer Carl Ahlmén och Augusta Sävström. Åren 1925–1981 var Einar Forseth bosatt med sin familj i Bromma.

## Utbildning
1908–1912 studerade Forseth vid Slöjdföreningens skola i Göteborg och på Valands konstskola i Göteborg. På Valand var Forseth elev till konstnärerna Gunnar Hallström och Anders Trulson samt arkitekten Charles Lindholm. Lindholm kom att spela stor roll för Forseths fortsatta utveckling.
1912–1915 studerade Einar Forseth vid Konstakademien i Stockholm. Under akademitiden hade han Olle Hjortzberg som lärare i teckning och det var genom Hjortzberg han kom att intressera sig för mosaikkonst och glasmåleri.
De följande åren ställde han ut porträtt, landskapsmålningar, kompositioner med bibliska ämnen med mera, i olja, akvarell eller teckning. Under 1916 fick han ett större akademistipendium.
År 1917 började han på porslinskoncernen Upsala-Ekeby AB i Uppsala, där han skapade kakelugnsmodeller och dekorer till keramikföremål. Samma år var han även med och tävlade om kakelugnsmodeller på den stora Hemutställningen 1917, som arrangerades av Svenska Slöjdföreningen på Liljevalchs konsthall i Stockholm. Kakelugnar var en viktig produkt för Upsala-Ekeby under många år innan centralvärmen slog ut dem. Med hjälp av ett stipendium från Konstakademien 1919–1920 reste han till Frankrike (Paris), Tyskland, Italien, Spanien och Nordafrika för att studera vidare. När han tilldelades Statens resestipendium 1920–1922 kunde han vistas utomlands till 1922.

## 1920-talsklassicism

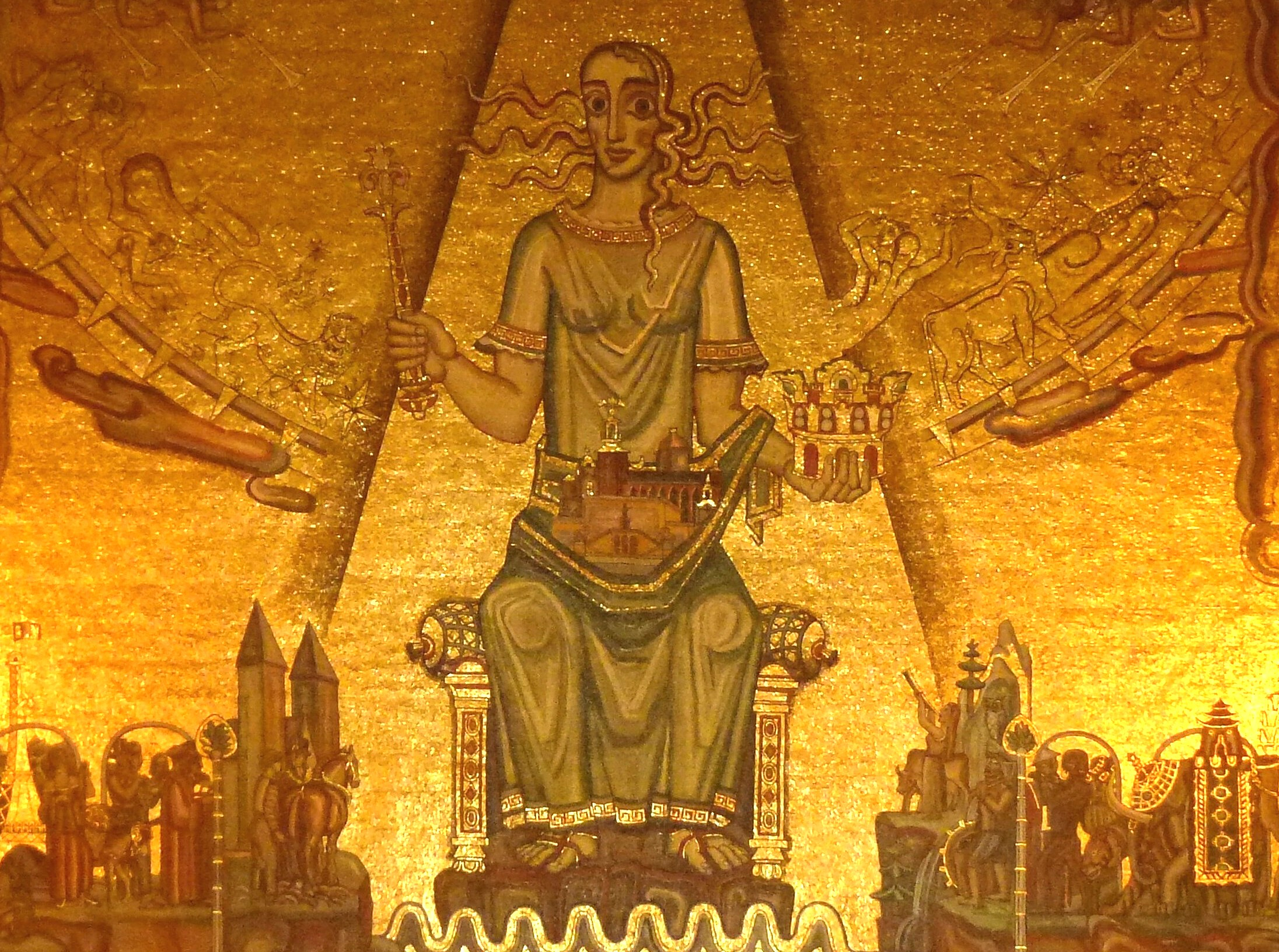
Einar Forseth gestaltade Mälardrottningen i Gyllene salen i Stockholms stadshus.

Åren 1921–1923 utförde Forseth mosaiken i Gyllene salen i Stockholms stadshus och 1924 den största delen av dekorationerna i stuckrelief, textil och mosaik i vestibulen och Stora foajén i Stockholms konserthus. De stora mosaikerna i golvet och takens stuckaturer är hans verk, liksom de vävnader av Elsa Gullberg som pryder trappuppgångarna till parkettplanet. De hängde före ombyggnaden på 1970-talet i fonden bakom Stora salens podium. Samarbetet mellan Einar Forseth och Elsa Gullbergs vävkammare producerade ett antal textilier som fanns på flera håll i Konserthuset. Inne i Stora salen hängde vävnader från balkongerna och i foajéerna fanns draperier och mattor. De flesta har nötts ut av tidens tand och av vissa finns endast fragment bevarade. Med stöd av stiftelser som Jacob Wallenbergs stiftelse och Prins Carl Gustafs Stiftelse, och initierat av konst- och kulturhistorikern Åke Livstedt, har nya textilier kommit till.
Åren 1927–1928 utförde Forseth tillsammans med Ewald Dahlskog den konstnärliga inredningen på Chinateatern vid Berzelii park i Stockholm. I takkupolen hade de skapat inte mindre än 1 485 stjärnor, vilket var en exakt kopia av stjärnhimlen vid vårdagjämningen 1870.[källa behövs] Stjärnhimlen målades senare över, men återställdes vid restaureringen inför musikalen Cats 1987.
Åren 1921–1923 dekorerade Forseth ett flertal nischer på Skandia-Teatern, ofta kallad Skandia-biografen, på Drottninggatan 82 i Stockholm, med inredning av Gunnar Asplund.

## Formgivare och keramiker vid Lidköpings porslinsfabrik
1925 beslutade Lidköpings porslinsfabrik att anställa fler konstnärer, bland annat Einar Forseth. Han skulle där utföra servisdekorer. Lidköpings porslinsfabrik hade problem med import av lera vilket ledde till att fabriken åren 1918–1923 hade ett dotterbolag i Tyskland som levererade både kaolin och färdiga, odekorerade varor. Från cirka 1925 satsade man på egna modeller och dekorer och det var då som flera konstnärliga medarbetare anställdes. Redan från 1920-talets början hade man haft ett visst samarbete med Rörstrands Porslinsfabrik i Stockholm. Einar Forseths bidrag till fabrikens servisdekorer blev bland annat kaffeserviserna Diana och Gazell. Lidköpingsfabrikens specialitet var kaffekoppar. Dekoren Svart slinga av Forseth är från 1926. Hans föremål signerades "Forseth" eller "FO". Lidköpings porslinsfabrik hade grundats 1910 och fick olika ägare, Arabia 1927 och Rörstrand 1932, men trots det märktes produkterna med ALP, AB Lidköpings Porslinsfabrik, fram till 1943, då man övergick till Rörstrandsstämpel.
1927 lämnade han Lidköpings porslinsfabrik och gav sig åter ut i världen. Han tillbringade två år i Grekland, Konstantinopel och Brittiska Palestinamandatet innan han återvände hem. När Lidköpings porslinsfabrik blev Rörstrand på 1930-talet tillverkades Forseths dekorer under ytterligare något år, dock fortfarande under fabriksnamnet Lidköping. Rörstrands Porslinsfabrik stängdes och revs 1926 och tillverkningen flyttades först till Göteborg, där man köpt upp Göteborgs porslinsfabrik, och senare till Lidköping.

## Tekniker
Forseths förknippas särskilt med monumentala verk. De är ofta hållna i en dekorativ arkaiserande och något naivistisk stil. Forseth blev mest känd för sina glasfönster, mosaikgolv, takmålningar och altarmålningar. Han var även formgivare och keramiker och skapade servisdekorer. Han utförde oljemålningar och mosaikarbeten.
Forseth formgav även flera svenska frimärken åren 1921–1947, affischer och litografier. Han gjorde grafik och bokillustrationer till barnböcker och diktsamlingar. Han gjorde målningar och glasmålningar i både Stockholm och i landsortskyrkor, han målade altartavlor i flera kyrkor, stuckreliefer i restauranger och biografer. Han utförde fresker och väggmålningar, både al secco och al fresco. Han gjorde gobelinvävnader, portalsmide, keramik, korfreskomålningar och marmormosaik.
Han gjorde bokillustrationerna med teckningar till författaren Dan Anderssons diktsamlingar Svarta ballader (1917) och Visor och ballader (1940). Kolvaktarens visor, diktsamlingen Svarta ballader, med Forseths teckningar gavs ut 1917 på Bonniers förlag. En postum utgåva av Dan Anderssons Visor och ballader är smakfullt illustrerad med svart och vita helsidesteckningar och cul-de-lampe (inom typografin är cul-de-lampe ett triangelformat ornament) av Forseth och gavs ut i Stockholm 1940.
Forseth bidrog från 1918 till att förnya glasmålningstekniken och utförde glasfönster i en rad svenska kyrkor. Han arbetade även i al fresco, al secco, intarsia, blästrat glas och textil. På 1920-talet utförde han dekor för Rörstrands Porslinsfabrik. Som stafflimålare var han friare och spontanare, inte minst i sina resestudier från Grekland.

## Tapeter i art déco-stil
1923 skapade Einar Forseth tapet för Nordiska Kompaniet (NK), som han ställde ut i Hallen för konsthantverk och konstindustri vid Jubileumsutställningen i Göteborg 1923. Einar Forseth skapade tapetoriginal med ett humoristiskt linjemönster med hjortar och blommor i svart på ljusrosa botten och med motiv av stiliserade, konturerade blommor och blad av ormbunkstyp. Tapeterna tillverkades 1917 av Kåbergs Tapetfabriks AB (C.A. Kåbergs Tapetfabriksaktiebolag) i Stockholm. Direktör för Kåbergs nya tapetfabrik åren 1909–1917 var Henrik Axelson.

## Verk i urval

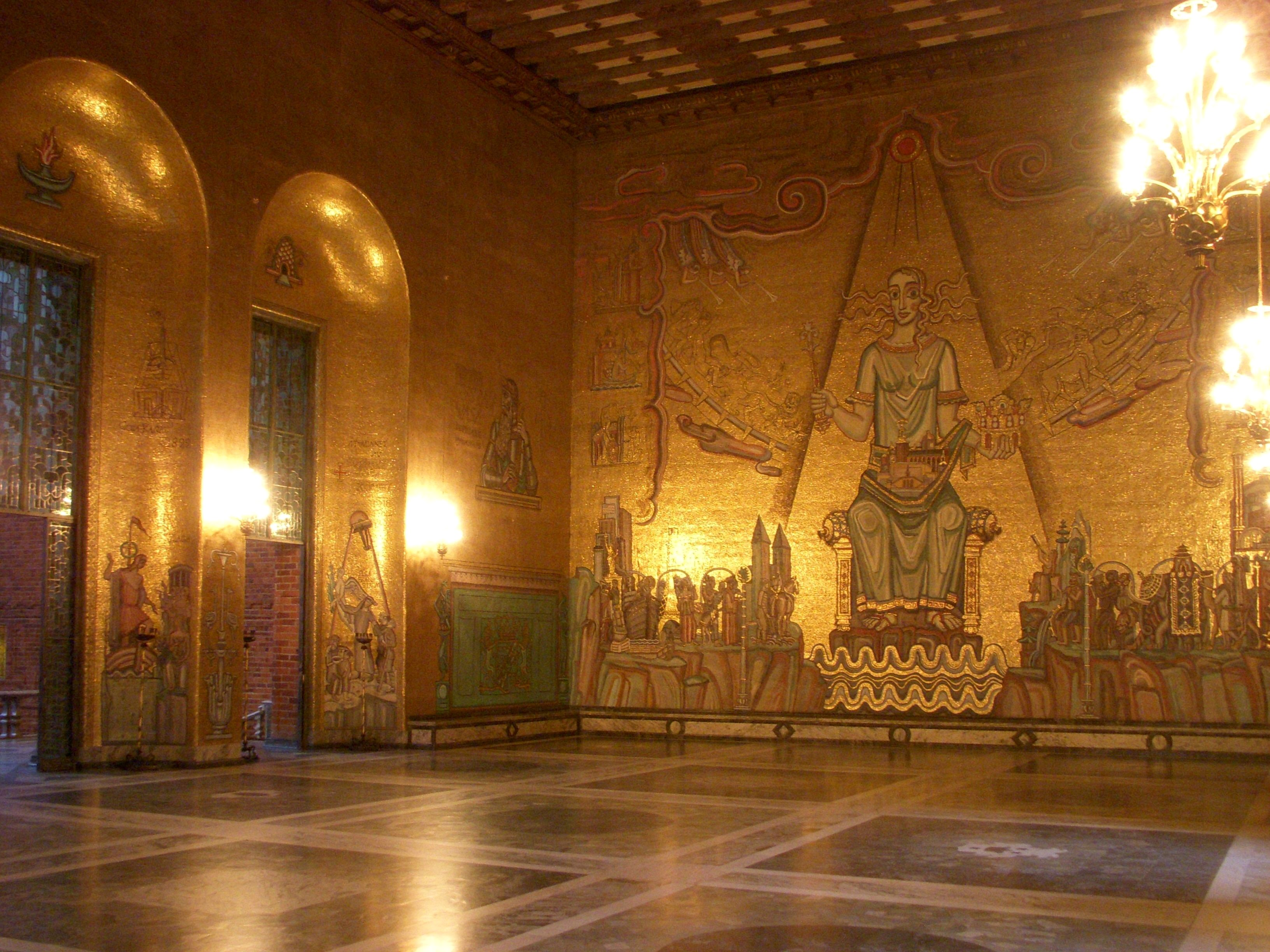
Gyllene salen med mosaiker i Stockholms stadshus (1923).
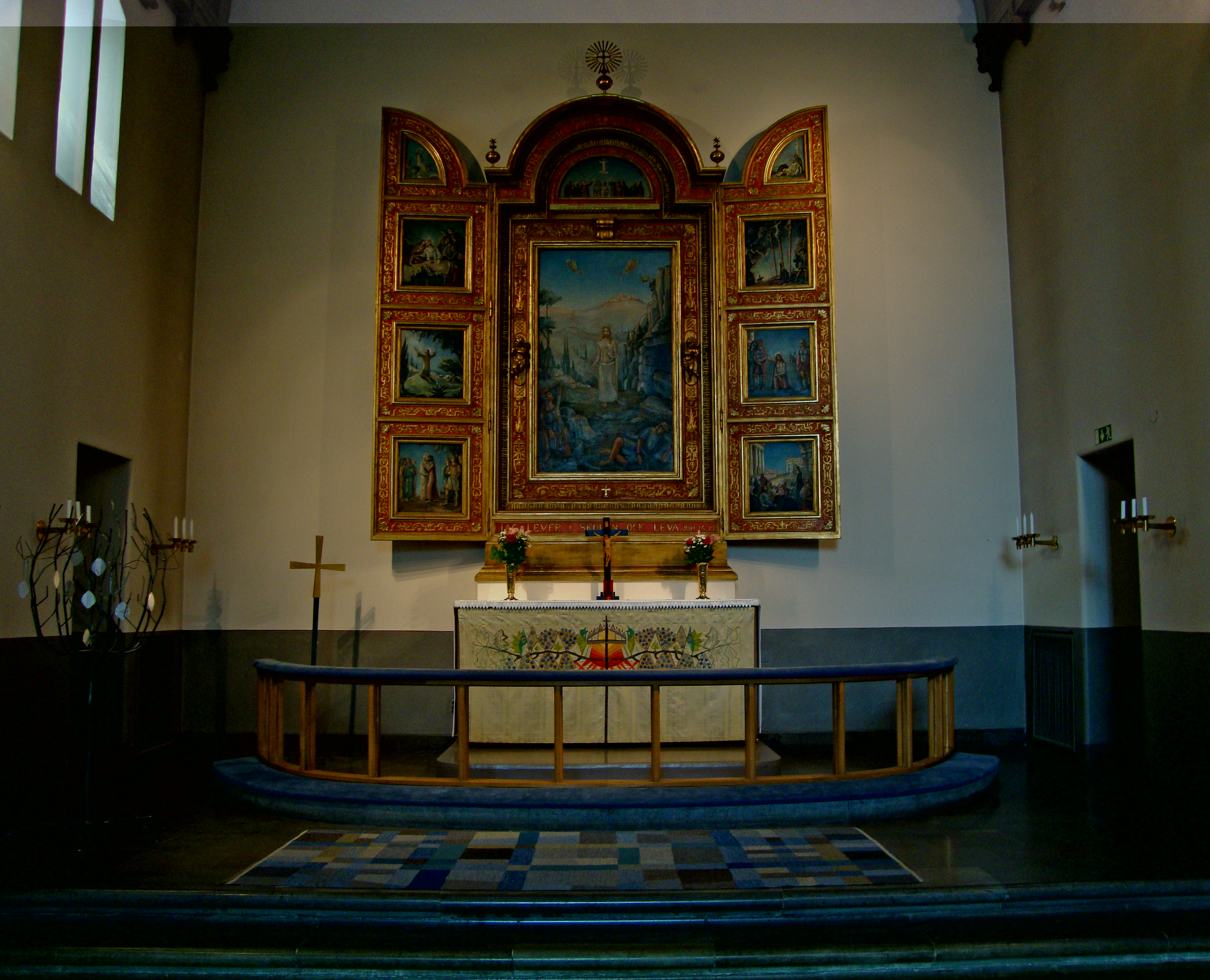
Stefanskyrkan, Stockholm, altarskåp med tio oljemålningar (1926).
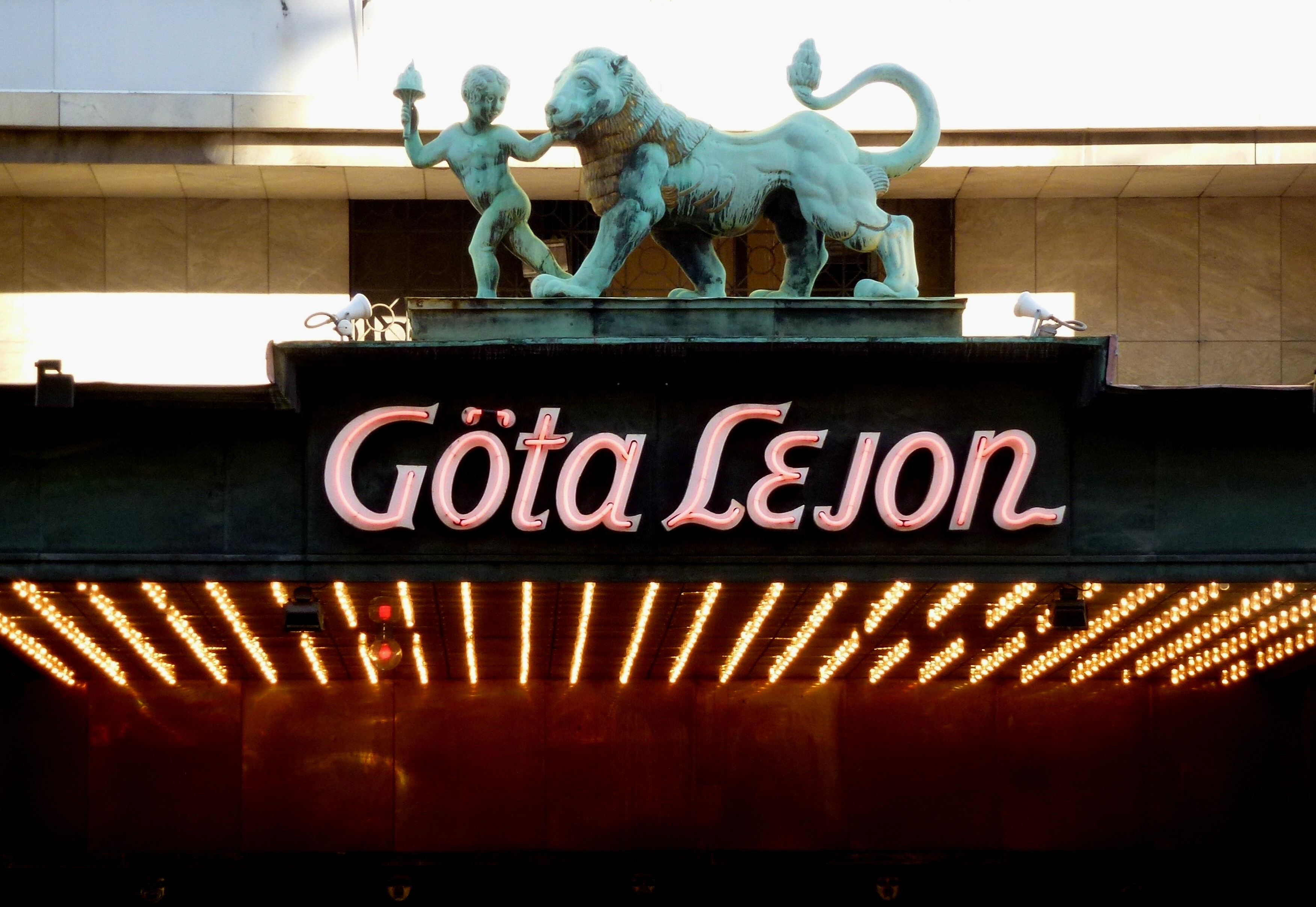
Biografen Göta Lejon, Götgatan 55, Stockholm. Forseths kopparlejon vid entrén och väggmålningar i salongen (1928).
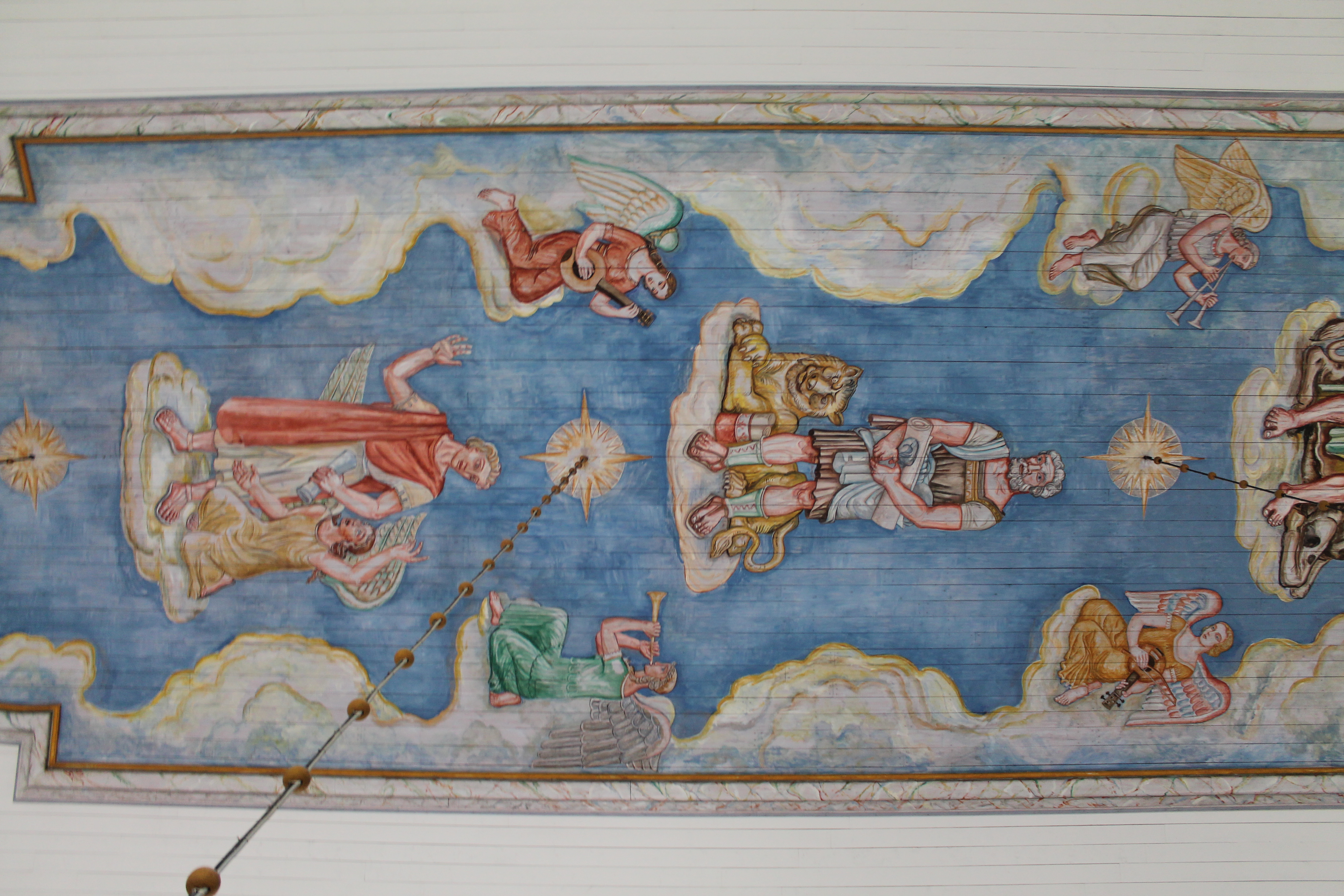
Ålems kyrka, Ålem, Växjö stift, del av takmålningen i tunnvalvet (1929).
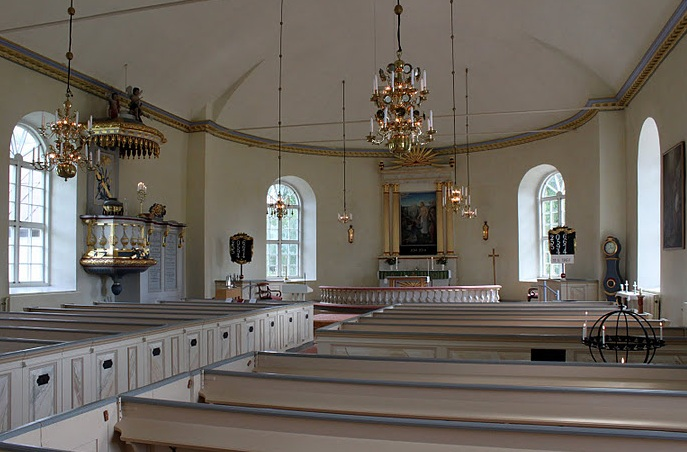
Holsljunga kyrka, i Västra Götalands län, altartavla (1932).
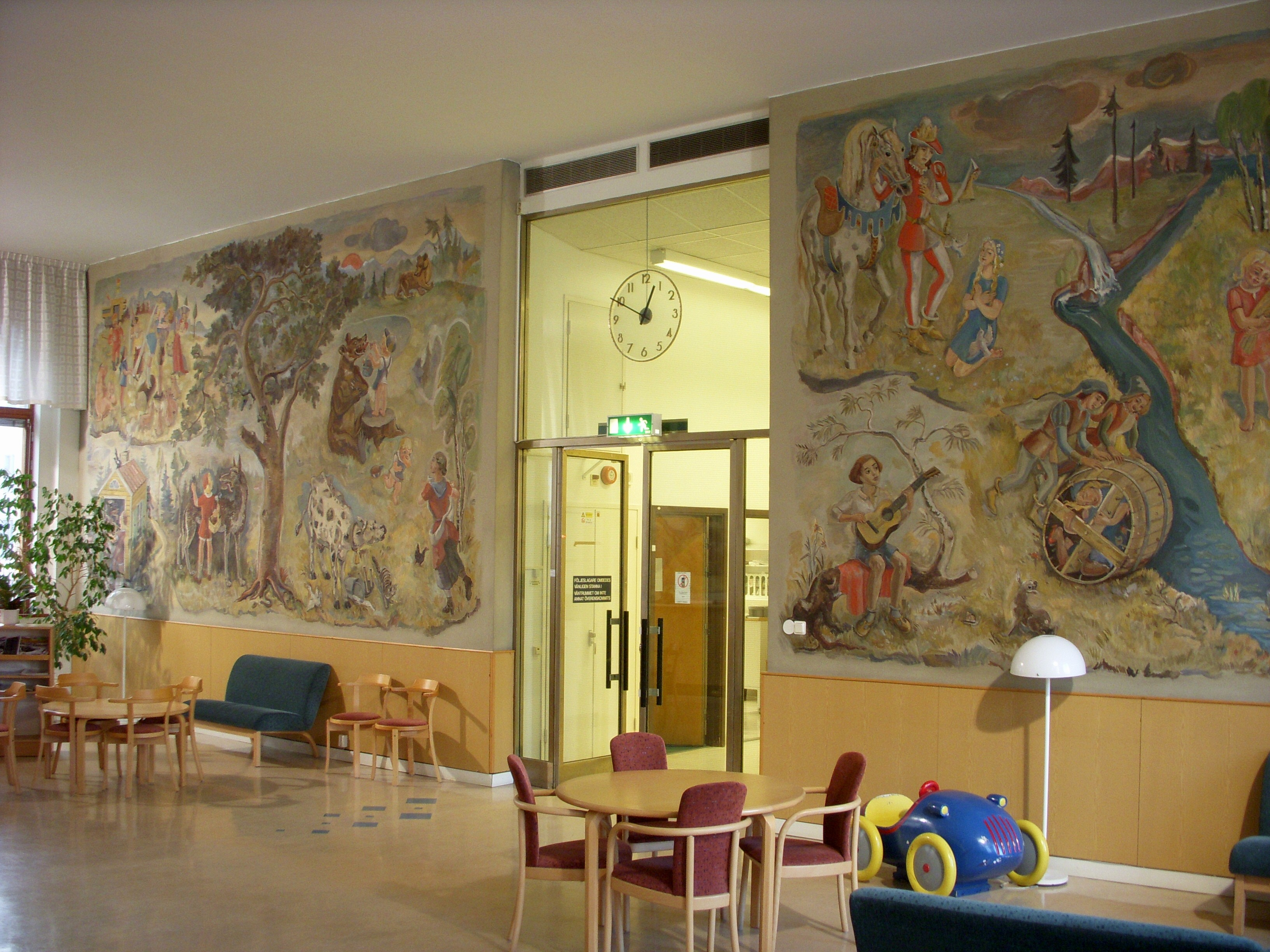
Eastmaninstitutet, väntrummet, väggmålningar (1936).
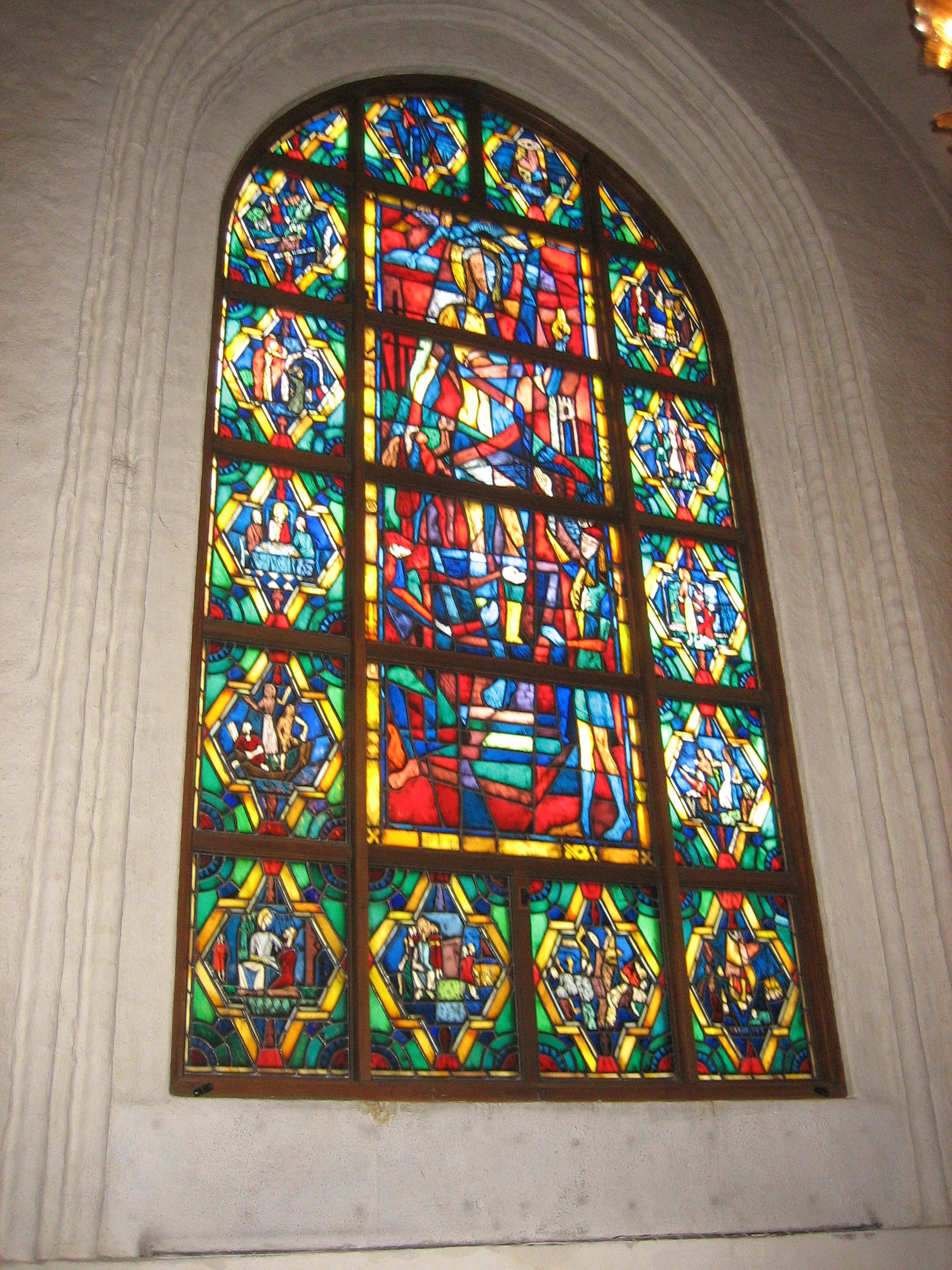
Sankt Nikolai kyrka, Halmstad, ett av de blyinfattade fönstren (1955).
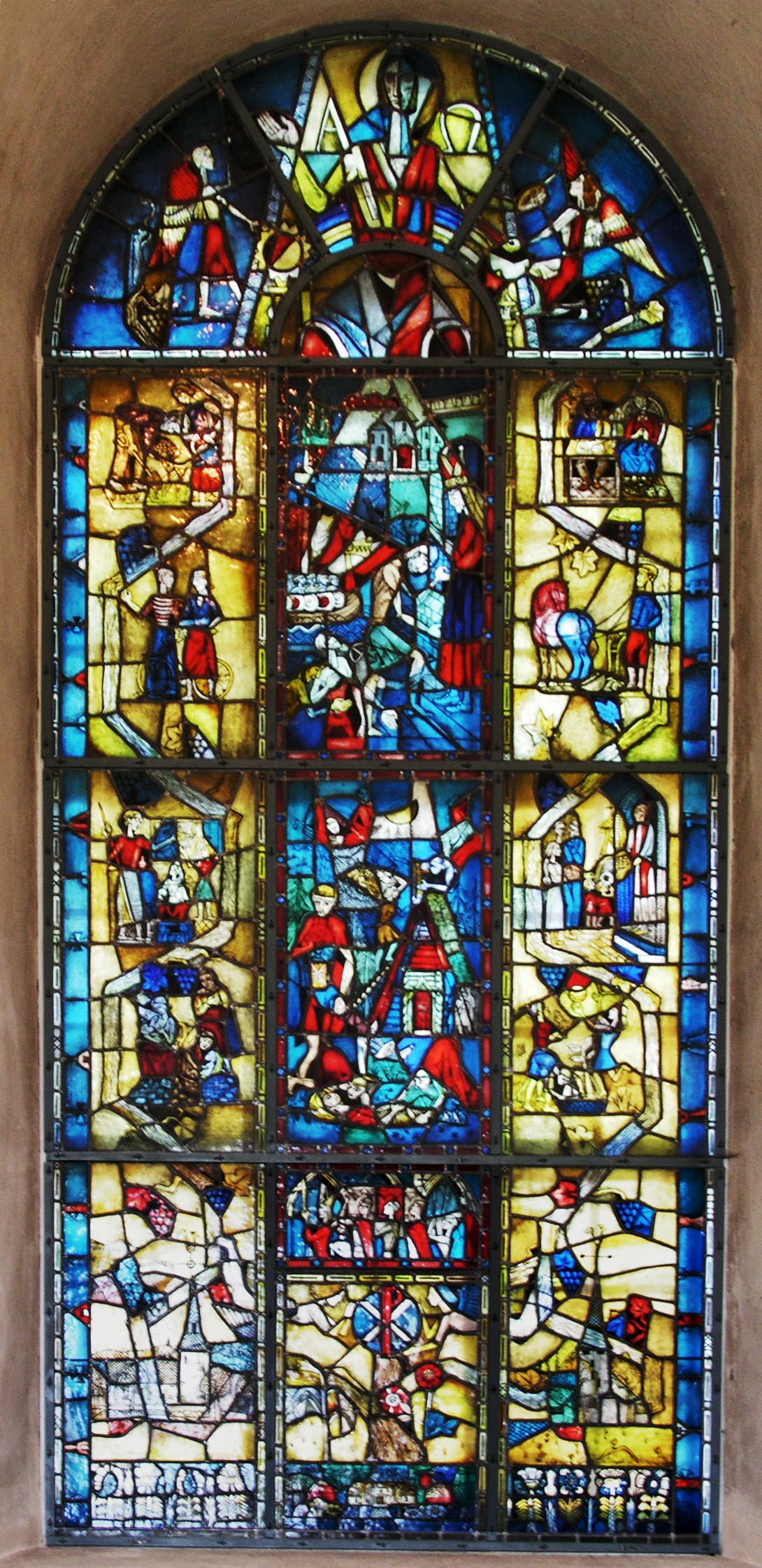
Botkyrka kyrka, den ena glasmålningen på kyrkans norra vägg (1955).
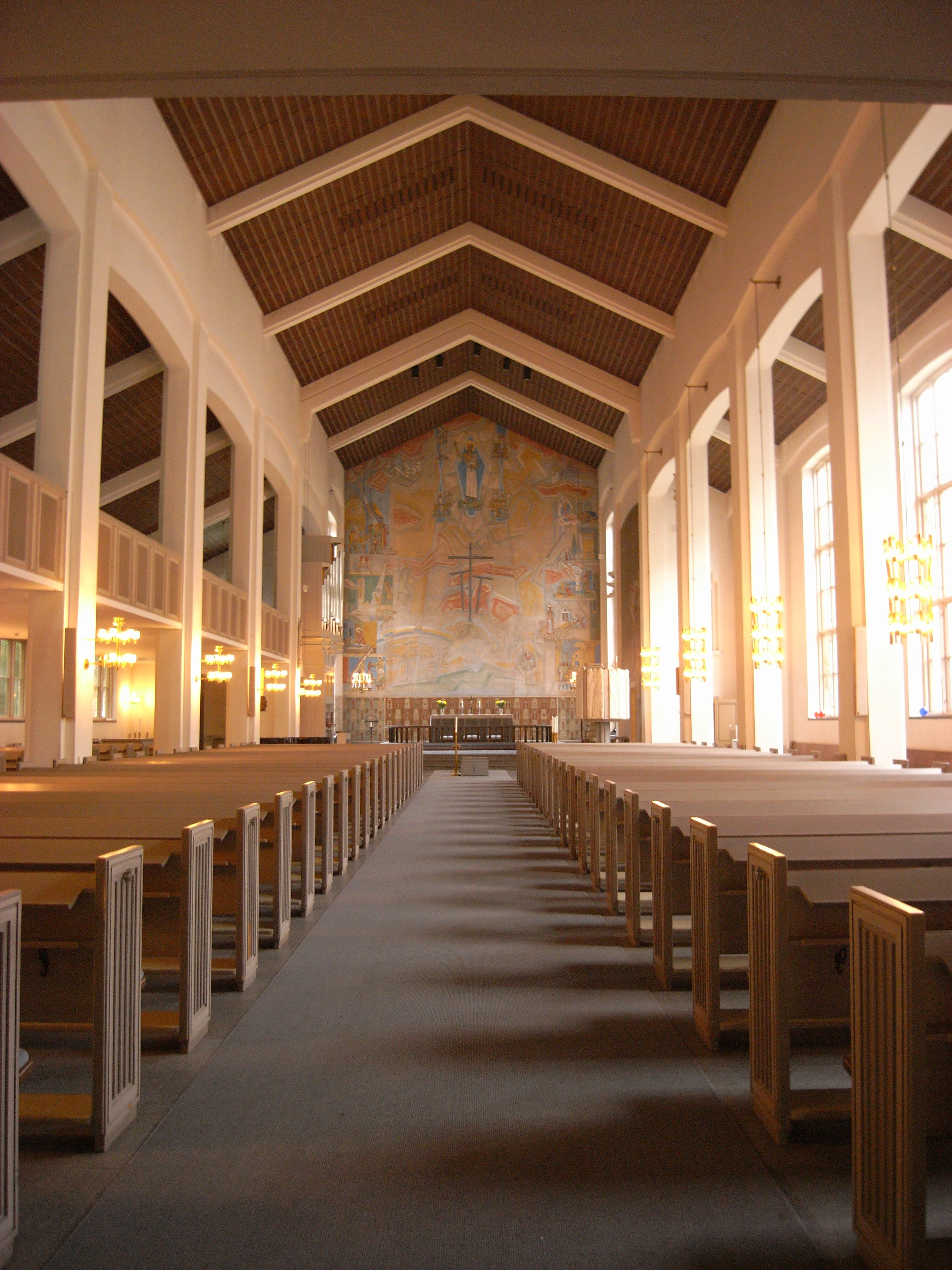
Sankt Görans kyrka, Stockholm.
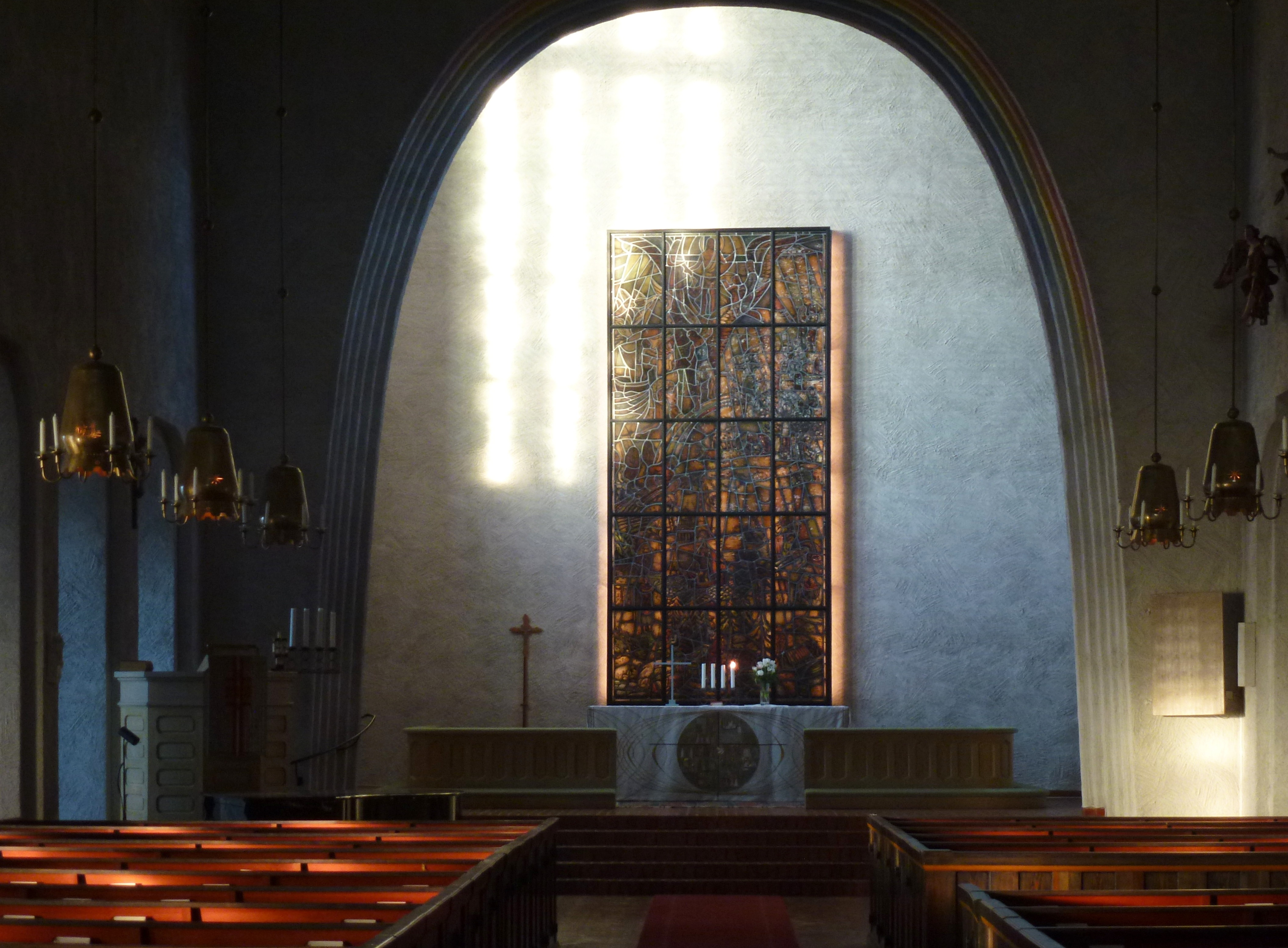
Essinge kyrka (1988)

## Utställningar
Internationellt ställde Einar Forseth ut i Berlin 1922, Paris 1925, London 1929, 1931, 1956 och 1962, i Trondheim 1958, Biennalen i Salzburg 1962 och på Coventry Museum 1962. Samt i Oslo, Berlin, Detroit samt i Svenska Exlibrisföreningens utställning på Nordiska museet 1948.
Det samarbete mellan formgivare och tillverkare som etablerades i samband med Liljevalchs-utställningen utvecklades vidare. Bland annat ordnade Svenska Slöjdföreningen pristävlingar, och genom de konstnärer som deltog i dessa, Einar Forseth, Knut Hallgren med flera kom den internationella art déco-stilen att få sitt tidigaste svenska uttryck just inom tapetkonsten.[källa behövs] Art déco är en kortform av franskans art décoratif, dekorativ konst. Art déco fanns som stil inom arkitektur, konst och formgivning från tiden mellan 1920 och början av andra världskriget. Stilens höjdpunkt inträffade i och med världsutställningen 1925 i Paris, Parisutställningen 1925, ’’Expositions Internationale des Arts Décoratifs et Industriels Modernes’’.
Den svenska art décon kännetecknades av en spröd elegans och kom senare att gå under beteckningen Swedish grace (ett begrepp som myntades av den engelska konstkritikern Morton Shand) eller Nordisk klassicism, ibland även kallad tjugotalsklassicism. De svenska art déco-mönstren för tapeter var ofta tecknade i guld och svart mot ljust gråbrun eller varmgul botten, eller i blågrå och grågröna toner mot en grund av matt silver. De innehöll ofta japaninspirerade blommor tillsammans med nonfigurativa streckmönster på en botten av oblekt papper. Tapeten kunde vara fernissad, en metod som började förekomma kring 1900 för utrymmen där det ansågs bra om tapeterna var tvättbara. De flesta svenska hem höll sig dock till de traditionella mönstren och hade fortfarande blommiga tapeter.

## Ateljén i villan i Bromma

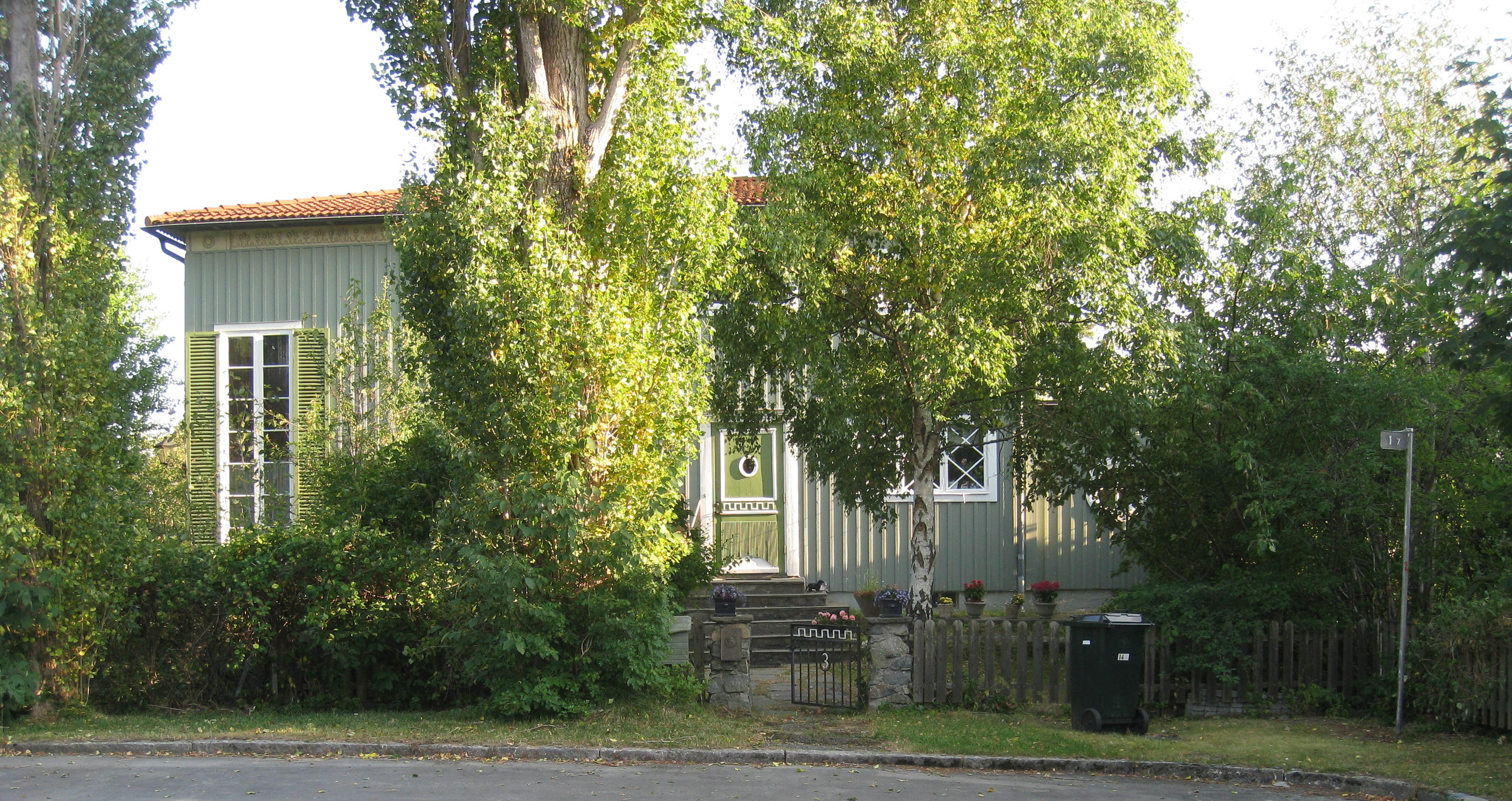
Forseths villa, Hallingsbacken 3, Ålsten.

Åren 1925–1981 bodde Einar Forseth med sin familj vid Hallingsbacken 3 i Ålsten i Bromma. Han ritade själv sin villa, där han också hade sin ateljé. Ljuset på Hallingsbackens krön var nödvändigt för arbetet i ateljén och utsikten här uppe var fantastisk. Forseths gröna villa låg överst på Hallingsbacken, som också fick sitt namn 1925 när villan byggdes. Det var ett vackert och ändamålsenligt hus med fri utsikt, bland annat över Mälaren.
Forseths väldiga mosaiker i Gyllene salen i Stadshuset har en klar Brommaanknytning genom hans Mälardrottning med omgivning. Hallingsbacken ligger i Ålsten på höjden precis ovanför 12:ans spårväg nära Höglandsparken på gränsen till Höglandet. Alldeles nära ligger även Einar Forseths Park utefter Djupdalsvägen. År 1989, året efter att Einar Forseth avlidit, hedrades han med att ett litet parkområde vid Höglandsparken fick namn efter honom. Parken ligger vid korsningen Djupdalsvägen-Virvelvindsvägen i Bromma, och döptes till Einar Forseths Park.
Forseth blev änkling 1979, då hans hustru Irma Forseth avled den 28 december 1979. I samband med att han vid 89 års ålder flyttade från sin villa i Ålsten i Bromma i mars 1981, där han bott och verkat i 56 år, donerade han betydande samlingar konstverk, bland annat ett tjugotal konstverk, skisser och studier till målningar och kartonger, till Västerleds församling i Bromma, där han själv avled den 5 december 1988. Einar Forseth och hans hustru ligger begravda på Norra begravningsplatsen.

## Verk i Sverige
| Några detaljer av Einar Forseths väggmålning i Ulvsundaskolan i Bromma, som han utförde 1951. |  | Några detaljer av Einar Forseths väggmålning i Ulvsundaskolan i Bromma, som han utförde 1951. |
| Några detaljer av Einar Forseths väggmålning i Ulvsundaskolan i Bromma, som han utförde 1951. |  |                                                                                               |

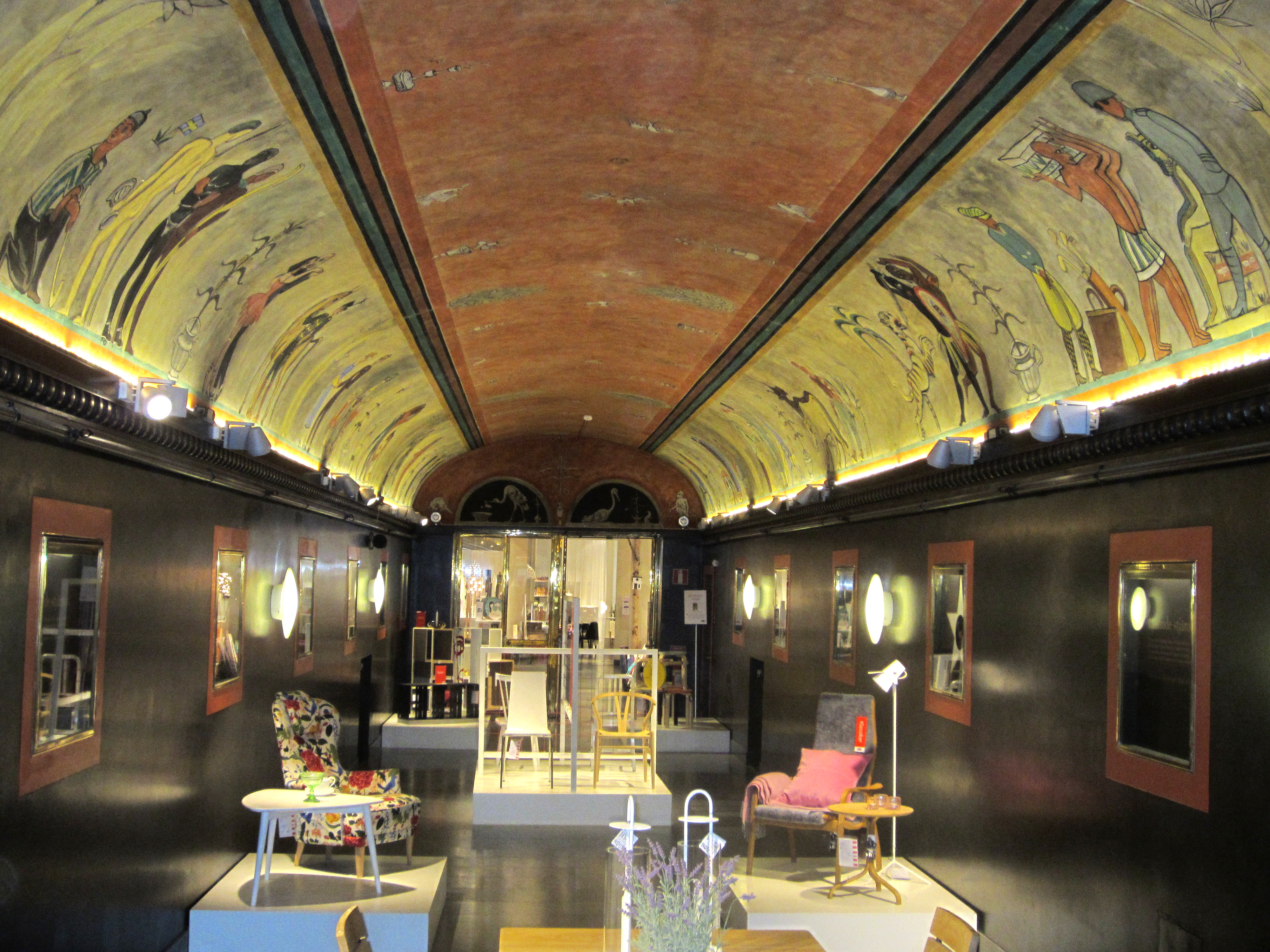
Entrén till Scaniabiografen i Malmö med Einar Forseths målningar från 1924.

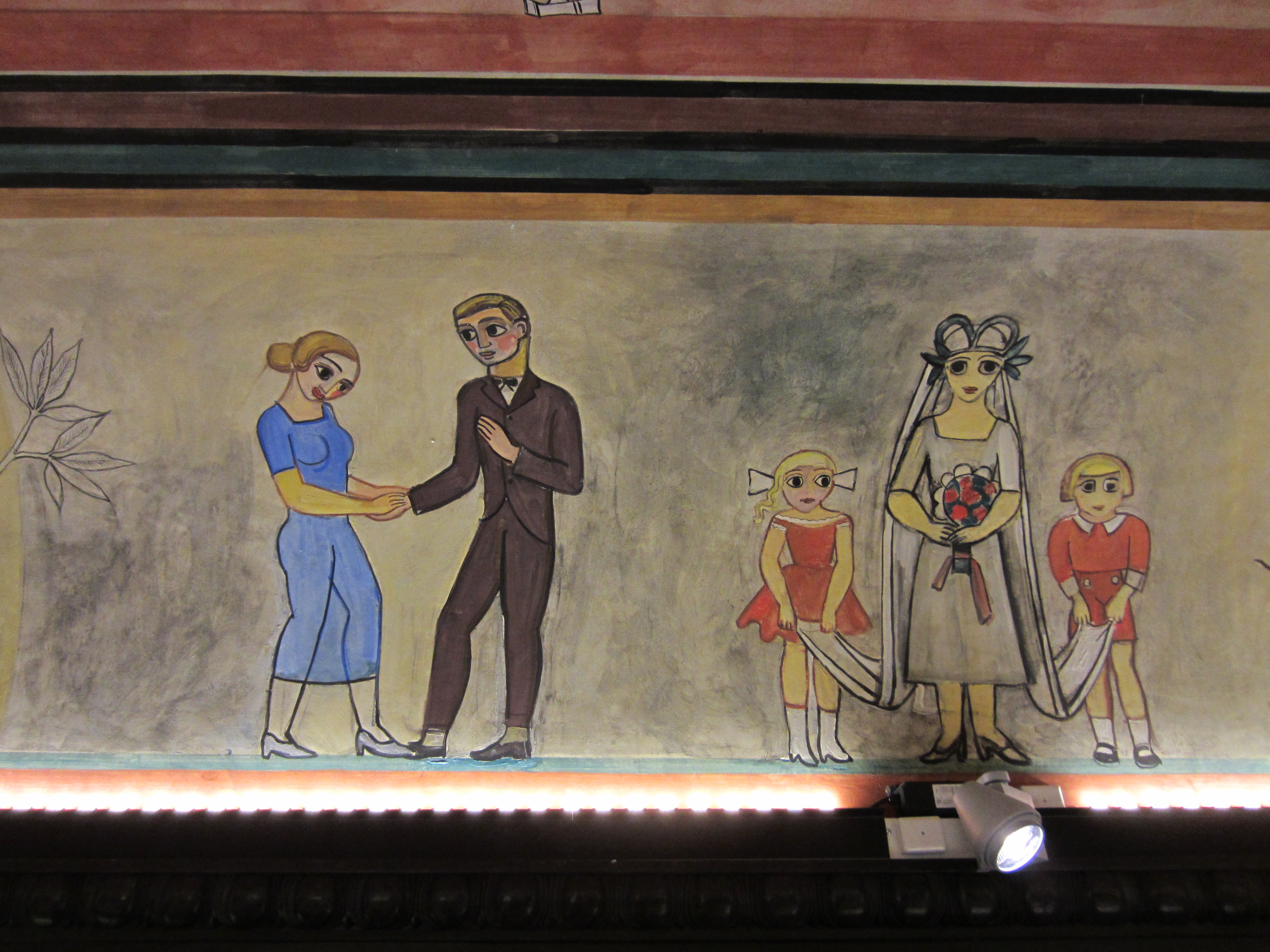
En väggmålning i Scaniabiografen, Malmö.

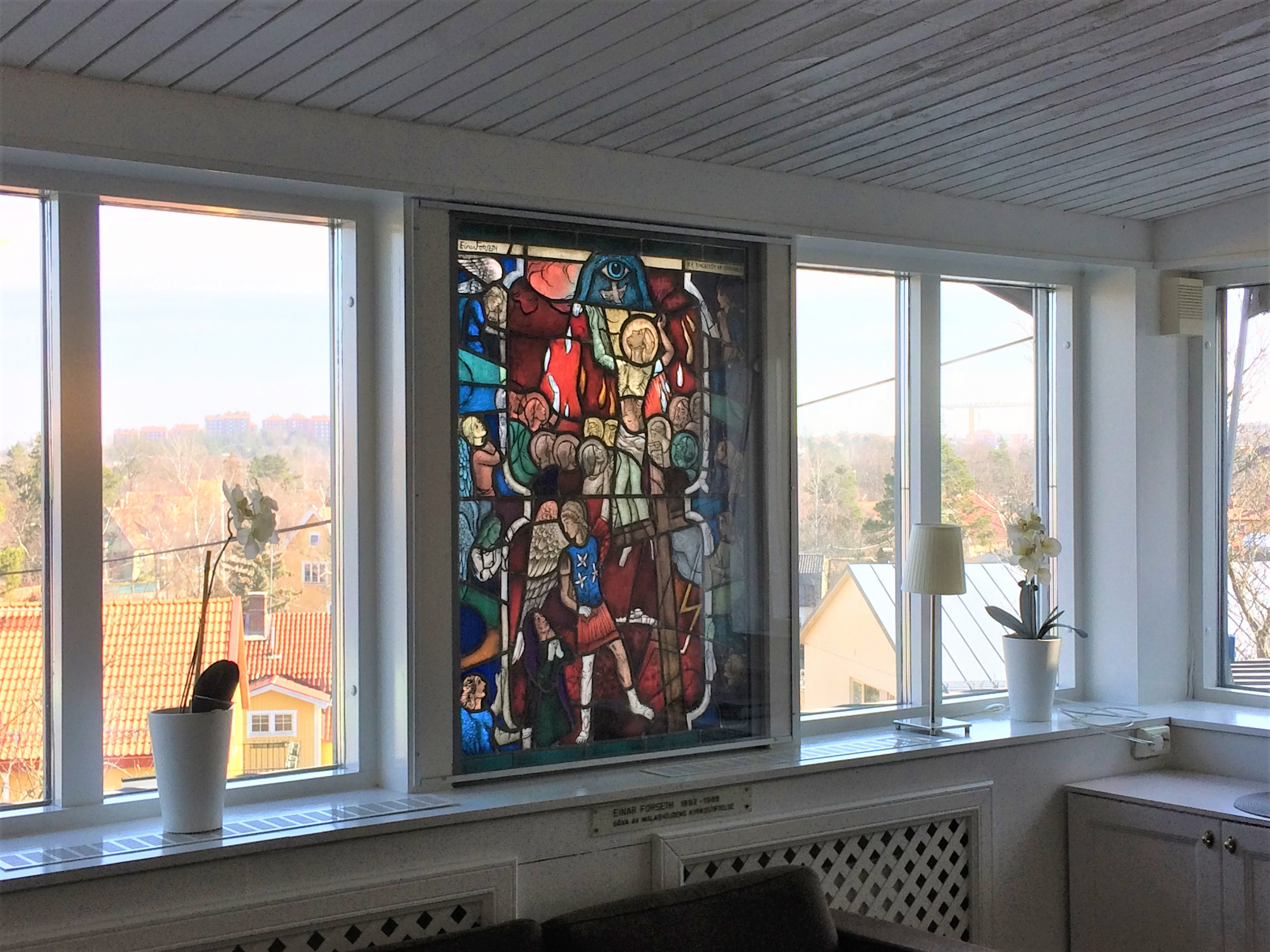
En glasmålning i Mälarhöjdens kyrka.

- Näsby kyrka i Frövi i Lindesbergs kommun, Örebro län, (glasmålning 1918-1919). Här finns ett antal fönster målade Forseth 1919, vilka skänktes till kyrkan i samband med att godsägaren Viktor Hübinette på närbelägna Hinsebergs gods fyllde 50 år.
- Skandia-Teatern, Drottninggatan 82, Stockholm (konstnärlig utsmyckning 1923). Skandias konstnärliga utsmyckning väckte stor uppmärksamhet vid öppningen, med konstverk av idag välkända konstnärer, Forseth,  Hilding Linnqvist, Leander Engström, Alf Munthe, Stig Blomberg och Ivar Johnsson. Den svenska 1920-talsstumfilmen blev internationellt omtalad och några av Stockholms nya storbiografer blev det också. Mest känd är Skandia-Teatern ritad av arkitekt Gunnar Asplund. Det Asplund och hans medarbetare hade skapat blev omskrivet av ledande konstkritiker och betecknades som ett mästerverk. Skandia invigdes den 19 september 1923 och återinvigdes, renoverad till ursprungligt skick, den 19 december 2001. Bion är numera skyddad enligt kulturmiljölagen.
- Scaniateatern i Malmö eller Scaniabiografen, Malmö, (nu butik för Svenssons i Lammhult). Einar Forseth utförde gallerimålningar 1924. Den mycket höga biografsalongen var försedd med en balkong som löpte utmed kortsidan men också utmed de två långsidorna. Denna balkong kunde ta 133 sittande. Balkongen bars upp av vridna, med kapitäl försedda kolonner i björk. För väggarnas boasering hade använts päron-, körsbärs- och valnötsträ. Den enorma ridån bestod av grön sammet med motiv broderat i guld, silver och rött.
- Sankt Nicolai kyrka, Nyköping, (invändig restaurering, glasmålning 1923–1925), vid Stora torget i Nyköpings Sankt Nicolai församling. Under tornet inreds ett dopkapell och dess fönster förses med glasmålning av Forseth. Under [920-talet genomgick kyrkan en genomgripande reparation. Professor Erik Lundberg gjorde byggnadshistoriska iakttagelser, och Sigurd Curman (1879–1966), kyrkorestaurerare, professor i arkitekturhistoria och riksantikvarie, och arkitekten Erik Fant omgestaltade 1923–1925 interiören med hänsyn till undersökningen.
- Biografen Sture-Teatern, Birger Jarlsgatan 28-30, Stockholm (takmålningar 1926). År 1926 renoverades Sture-Teatern och salongen smyckades med Forsets takmålningar. Sture-Teatern var tidigare en biograf vid Birger Jarlsgatan 28-30 i Stockholm. Sture-Teatern öppnades den 3 november 1915 och stängde den 7 oktober 2001, det var då Stockholms näst äldsta biograf i drift, efter Biografen Zita.
- Stefanskyrkan, Stockholm i Vasastaden (altarskåpsmålningar 1926). Altarskåpet i form av en triptyk med målningar av Forseth tillkom vid en ombyggnad ledd av Gustaf Clason 1926.
- Biografen Arcadia (väggmålningar 1926–1927). Arcadia, senare Terrassen, var en biograf på Birger Jarlsgatan 66 på Östermalm i Stockholm. Salongen var gestaltad i typisk 1920-talsklassicism med väggmålningar av Forseth. Arcadia var Svensk Filmindustris (SF) åttonde biograf. Biografen moderniserades 1943 sedan den hade sålts av SF till Terrafilm, samtidigt fick den namnet "Terrassen".
- Biografen Röda Kvarn, Örebro (väggmålningar 1927).
- Biografen Göta Lejon på Götgatan 55 på Södermalm i Stockholm (kopparlejon vid entrén, salongen 1927–1928). Entrén har en baldakin klädd med kopparplåt krönt med ett kopparlejon av Forseth, som även har dekorerat salongen.
- Ålems kyrka, Ålem i Mönsterås kommun i Växjö stift (takmålningar 1928–1929). Interiören som är av salkyrkotyp täcks av ett tunnvalv med en målning av Forseth utförd 1929.
- Mälarhöjdens kyrka, tillbyggnad med glasmålning (1929).
- Västerledskyrkan i Äppelviken, Bromma (kyrkfönster i sidoskeppet 1932). 1934 tillkom sidoskeppets fem glasmålningar. Det lägre sidoskeppets fem fönster har glasmålningar av Forseth med ett delvis profant motivval. De fyra kyrkfönstren kallas Grunden, Sådden, Växten och Skörden. I det första av de fyra fönstren i sidoskeppet, Grunden har Forseth infogat Bromma församling grundad 1187. Forseth förenade traditionellt kristna symboler med bilder ur samtidens vardagliga liv. Bland de bibliska bilderna finns skidåkare, sjuksköterskor och byggnadsarbetare. Högt upp i nord- och sydmuren sitter vardera fem rundbågade fönster, försedda med gultonat katedralglas. Forseth har även gjort det s.k. Evangeliefönstret, målningen i det runda fönstret i västfasaden och i öster i det lilla f.d. dopkapellet, samt triptyken, den tredelade målningen på norra väggen. 1974 försågs västfasadens runda fönster med glasmålning av Forseth. 1981 donerade Einar Forseth, som var Brommabo, skisser och studier till målningar och kartonger, till Västerleds församling i Bromma. Endast någon målning finns idag exponerad i kyrkan i församlingssalen.
- Stagneliusskolan, Kalmar, f.d. Kalmar högre allmänna läroverk (vägg- och takmålningar i aulan, 1932–1933). Takmålningar med motiv ur Kalmars historia.
- Holsljunga kyrka, Holsljunga församling i Västra Götalands län (altartavla 1932). Vid 1932 års restaurering målade Forseth en ny altartavla. Den gamla altartavlan hängdes upp på södra långväggen. Holsljunga kyrka ligger i kyrkbyn Holsljunga i Svenljunga kommun. Den tillhör Göteborgs stift.
- Sankt Clemens kyrka, Laholm, även kallad Laholms kyrka (takmålningar 1933). Långskeppet uppfördes 1811 och innehåller takmålningar av Forseth utförda 1933. I koret finns fyra korfönster, utförda konstnären i Halmstadgruppen Erik Olson, Halmstad, och invigdes 1959.
- Nora kyrka i Nora kommun i Västmanland (takmålningar och glasfönster 1934). Kyrkans takmålningar är utförda av Einar Forseth. I takpartiet närmast koret har vi de fyra evangelisterna med sina symboler. Ovanför högaltaret ser vi den himmelska nattvardssalen med nattvardssymboler.
- Bogsta kyrka i Tystbergabygdens församling i Södermanland (glasmålning i korfönster 1936).
- Eastmaninstitutet, Dalagatan 11, Vasastaden, Stockholm (väggmålningar 1936).
- Sankta Maria kyrka, Helsingborg (glasmålning 1936–1937 och 1959) i Helsingborgs Maria församling. Glasmålningarna i kyrkan av Forseth är utförda 1937. Några andra glasmålningar är utförda av Ralph Bergholtz (1953), Erik Olson (1959) och Martin Emond.
- Riseberga kyrka, Skåne, i Lunds stift (takmålningar 1937). Långhuset är försett med stora rundbågiga fönster och tunnvalv dekorerade med målningar av Forseth.
- Tranemo kyrka i Göteborgs stift (altarmålning 1938). För att tänja ut kyrkan byggde man till det nuvarande koret där Forseth utfört kormålningen av Jesus som den gode herden. Det är en så kallad al secco-målning (man målar direkt på den torra putsen). Altarmålningen är också utförd av Forseth (1938).
- M/S Stockholm (1941) (inredning, mosaik 1939), passagerarfartyget M/S Stockholm (1941). Forseth dekorerade en vägg i mosaik. Motivet är en naken kvinna som rider på en delfin. Runt henne simmar olika arter av fiskar och skaldjur. Hon håller ett snäckskal i handen. M/S Stockholm var namnet på flera olika passagerarfartyg inom Svenska Amerika Linien (SAL). Det sista av dessa fartyg byggdes på Götaverken.
- Karolinska institutet (takmålningar 1942).
- Södertörns domsaga (takmålningar 1943).
- Källsjö kyrka, Halland (glasmålning i korfönster 1943). Målning av den uppståndne Jesus omgiven av änglar och i nederkant ett vinträd och symboler för de fyra evangelisterna.
- Östra Frölunda kyrka, Östra Frölunda i Kindaholms församling i Göteborgs stift (takmålningar).
- Tre Vapens byggnad på Banérgatan (FMV) i Stockholm, Flygvapnets Minneshall med sex stora muralmålningar, al fresco-målningar, 1944)[16]
- Allhelgonakyrkan i Malmberget, Gällivare kommun i Luleå stift (glasmålningar 1944). Centrala Malmberget har rivits på grund av rasrisken. Det stängselinhägnade rasriskområdet har successivt utökats, och som en följd av rasrisken flyttades år 1974 Allhelgonakyrkan från Kaptensvägen mitt i nuvarande Gropen. Kyrkan är ritad av Hakon Ahlberg och byggdes 1944. I kyrkan finns glasmålningar av Forseth.
- Gustavsbergs kyrka i Gustavsberg, Gustavsberg-Ingarö församling, Värmdö kommun (altartavla 1944). Kyrkan invigdes 1907. En ny altartavla målades 1944 av Forseth med ram av arkitekt Erik Fant. Altartavlans motiv är Jesu bergspredikan. han predikar för arbetarna på porslinfabriken och för deras familjer. I ena flygeln ses kronprins Gustav Adolf och biskop Manfred Björkqvist . De tolv apostlarna står vid en mur.[17][18]
- Tämta kyrka i Borås kommun i Västergötland (kormålningar 1949). Väggen i koret målades av Forseth 1946-1949. Koret i Tämta kyrka har tre rundbågade nischer med igensatta korfönster, som murades igen. På korets tre sidor i mitten har Forseth målat al seccomålningar, som fyller funktionen av en modern altaruppsats. Forseth målade dem med pointilistisk teknik. Triptyken visar en Golgatascen med Kristus på korset över altaret, omgiven av två kors, moln och havslandskap med strålar ned över hela scenen. Dödskallen vid korsets fot symboliserar segern över arvssynden och vid stranden finns ett stadsmotiv, Jerusalem.
- Borås högre allmänna läroverk, numera Bäckängsgymnasiet i Borås (muralmålningar (väggmålningar) i aulan 1947-1949).
- Ulvsundaskolan i stadsdelen Ulvsunda i Bromma (väggmålningar 1951), f.d. Ulfsunda folkskola.
- Ingarö kyrka, Gustavsberg-Ingarö församling, Värmdö kommun (altartavla 1952). Motivet är Jesus som predikar för fiskarbefolkningen, Jesu båtpredikan. Jesus i båten är med oss i Livets farkost vill Forseth säga oss (1952-1953). Jesus varnar oss för grund och för oss i hamn. Den ersatte en altartavla från Kungsholmens församling som hängdes upp i Ingarö kyrka 1907.
- Sankt Nikolai kyrka, Halmstad  i Halmstad i Göteborgs stift (glasmålningar, 1953-1954). En av Sveriges förnämsta serie med blyglasfönster är de åtta stora kyrkfönsterna i korgången, som följer evangeliet från Gamla testamentet till nutid. De tillverkades av Forseth från 1955 till 1978. Forseth har även gjort ett stort blyinfattat fönster i kyrkans dop- och vigselkapell, som kom på plats 1953. Halmstadgruppens Erik Olson har gjort de mindre runda blyglasfönstren i kyrkans korsarm, där det ena föreställer adventen och det andra den yttersta domen
- Gustaf Vasa kyrka i Stockholm (glasmålningar och mosaik, 1956). Bland konstverken i Gustaf Vasa kyrkas Columbarium, som även inrymmer Lillkyrkan, har Forseth gjort en muralmålning och två målade glasfönster, som hör till anläggningens vackraste prydnader.
- Botkyrka kyrka (glasmålningar 1955). Två fönster på kyrkans norra vägg, donerade 1950-1970).[19]
- Öra kyrka, Östra Gäsene församling i Herrljunga kommun, Västra Götalands län (korfönster med glaskonst 1956). Altarfönstret har glasmålningar har väckt internationell uppmärksamhet och var utställt i London år 1956. Fönstret är indelat i 12 rutor med följande motiv: 1. Oss är en Frälsare född. 2.Jag bör vara där min Fader bor. 3. Härefter skall du fånga människor. 4. Gråt icke. 5. Hosianna! Välsignad vare han som kommer i Herrens namn. 6. Detta är min lekamen. 7. Denne är min älskade son. 8. Gå bort, Satan. 9. Jesus delade ut brödet. 10. Förråder du Människosonen med en kyss. 11. Och han bar själv sitt kors. 12. Kristus är uppstånden.
- Grimstaskolan, Vällingby (väggmålningar 1956). I Grimstaskolans aula finns väggmålningar av Forseth. Grimstaskolan uppfördes 1956–1957, arkitekter var Gösta Nordin och Olof Ellner.
- Sankt Görans kyrka, Stockholm, Kungsholmen, Stockholm, (korfreskomålning, al-seccomålning i koret, 1957-1958). Koret domineras av Forseths stora altarmålning i al-secco med de tre tomma korsen i centrum. Därutöver omges Jesus av de fyra evangelistsymbolerna och längs sidorna grupperas en svit bilder ur Jesu liv. Målningen med bland annat Golgatamotiv täcker hela korväggen. Den nedre delen är målad med en hög bröstpanel med olika kristna objekt i stiliserad form. Kyrkorummet mot öster med koret är lika brett som mittskeppet och ligger tre steg högre än detta.
- S:t Matteus kyrka, S:t Matteus församling, Vasastaden, Stockholm, Lillkyrka (glasmålning 1958). Matteus kyrkas begravningskapell ombyggdes 1958-1959 till "lillkyrka" och pryds av ett målat rundbågigt glasfönster komponerat av Forseth.[20]
- Svenska Handelsbanken, Palmeska huset, Kungsträdgårdsgatan 2A, Stockholm (glasmålningar 1958). 1958 genomfördes en invändig ombyggnad där den inre stommen byttes ut. I bottenvåningen byggdes en stor banksal med för låneavdelningen, vilken täcktes av en åttkantig kupol. Einar Forseth och Lennart Rodhe dekorerade de övre hallarna med glasmålningar. Palmeska huset blev därmed en integrerad del i det kvarter som än idag utgör Handelsbanken huvudkontor.[21]
- Länssparbankens hus (gobelängvävnad 1959), kontorsfastigheten vid Sergels torg i korsningen av Drottninggatan och Klarabergsgatan på Norrmalm i Stockholms city. Banklokalen Länssparbankens hus uppfördes åt Länssparbanken Stockholm åren 1957-1960. Banklokalen på gården belyses med överljus från sidorna, och pryds av en gobeläng på fondväggen av Einar Forseth (1959).
- Statstjänstemannaförbundet på Sturegatan 15 i Stockholm (1959–1960).
- Huddinge tingshus, f.d. Huddinge tingsrätt, Stora tingssalen (målning 1959). Huddinge tingsrätt var en tidigare tingsrätt i Sverige med kansli i Huddinge och en domsaga som omfattade kommunerna Botkyrka, Huddinge och Salem Ursprungligen var Stora tingssalen en av Europas största förhandlingssalar och ombyggnaden innebar också att taket sänktes. I en av de delade salarna fanns fortfarande konstnären Einar Forseths målning från 1959, vilken målades på plats då huset byggdes. Målningen föreställer fyra figurer vilka representerar kunskap och kultur, hälsa, liv och välfärd, familj och samfund samt slutligen arbetsglädje och välfärd.[22]
- Betelkyrkan, Örebro (altartavla 1968).
- Ryssby kyrka i Kalmar län (takmålningar). Tidigare hade Ryssby kyrka takmålningar av Forseth. År 2001 några dagar före påsk totalförstördes Ryssby kyrka i en omfattande brand. Kyrkan nyinvigdes påsken 2005.
- Segerstad kyrka, södra Öland, målad altartavla, 1950.
- Alboga kyrka i Östra Gäsene församling i Skara stift (glasmålningar).
- Högalidskyrkan på Södermalm, Stockholm (takmålningar, guldmosaiker 1923). Kyrkan byggdes 1616–1923. Forseth gjorde sakristians takmålningar och guldmosaikerna i det treskeppiga utrymmet under koret. Koret var byggt som ett gravkor, men senare är det ombyggt till gravkapell av arkitekt Anders Tengbom (1911–2009), son till arkitekt Ivar Tengbom (1878–1968).
- S:t Tomas kyrka, Vällingby, Stockholm (skisser från glasmålningarna till Coventry-katedralen). 1975 sattes Forseths konstverk "Jesus på bergspredikans berg" upp i församlingssalen. Från vapenhuset leder en korridor till församlingsutrymmena. Kyrkan var planerad att bli centrum för den blivande Vällingby församling, men Vällingby blev inte en självständig församling förrän 1974 när också arbetet med ett nytt församlingshus påbörjades. Församlingshuset, som ligger invid kyrkan, bygger på skisser av Peter Celsing. Det slutfördes dock, efter det att Celsing avlidit, av Per Ahrbin och uppfördes 1975–1977. Skisser från glasmålningarna i Coventry-katedralen av Forseth pryder flera väggar i församlingslokalerna och vapenhuset.
- Essinge kyrka på Stora Essingen i Stockholm (glasmålning, 1988). Glasmålningen ovanför altaret, Avsked och återkomst invigdes den 5 juli 1988 och består av mer än 600 blyinfattade glasdelar.
- Brännkyrka kyrka, i stadsdelen Örby slott i södra Stockholm (altartavla 1979). Nu finns det en ny altartavla i Brännkyrka kyrka. Livsresan kallar glaskonstnären Bertil Vallien sin cirkelformade altartavla som han har skapat särskilt för Brännkyrka kyrka. Söndagen den 27 mars 2011 invigdes den nya altartavlan under festliga former.[23] Den tidigare altartavlan av Einar Forseth, invigd 1979, hänger nu i Salomosalen i Brännkyrka församlingshem. Forseth hämtade motivet till tavlan från Kristi ord i Matteusevangeliets 1:a kapitel: "Kommen till mig, I alla som arbeten och ären betungade, så ska jag giva eder ro." I tavlans mitt står Kristus i en mandorla, omgiven av barn och sörjande, lidande och tyngda människor. Ett snarlikt motiv finns som takmålning i Riseberga kyrka, Lunds stift. Den 27 mars 2011 mottogs den nuvarande altartavlan, "Livsresan", ett konstverk i glas och trä av Bertil Vallien, verksam vid Orrefors Kosta Boda.[24][25]
- Storkyrkan, Stockholm (glasmålningar 1984). Vid ljusgloben i kyrkans nordvästra hörn installerades år 1984 två målade glasfönster av Forseth. De föreställer Olaus Petri och S:t Sigfrid.[26] Forseth gjorde också två andra fönster, S:t Botvid och Heliga Birgitta, som sattes upp vid Stadsmissionens Bullkyrka, som ligger i anslutning till Grillska huset, Stortorget 5, vid Stortorget i Stockholm.

## Medlemskap, stipendier, kulturfonder, priser
Einar Forseth var medlem i Sällskapet Idun i Stockholm, Konstnärsklubben i Stockholm, Tessinsällskapet, Svenska Rominstitutets Vänner, Moderna museets vänner. Han var hedersledamot i The Society of Glass Master Painters, England.
Einar Forseths stipendier och kulturfonder är Irma och Einar Forseth Fondens Pris, Einar Forseth färg & form och Einar Forseth Stipendiet. Konstnären Bror Wikström (född 1931) skaffade sig erfarenhet av muralmåleri som medhjäpare till Einar Forseth.

## Representerad
- Nationalmuseum[27], Stockholm
- Moderna museet[28], Stockholm
- Göteborgs konstmuseum[29]
- Statens porträttsamling på Gripsholms slott i Mariefred.[30].
- Västerås konstmuseum, Västerås, där Forseth är representerad med 26 verk.
- Skissernas museum, Lund
- Kalmar konstmuseum[31]
- Norrköpings konstmuseum[32]
- Postmuseum.[33]
- Hallands konstmuseum.[34]
- Upplandsmuseet.[35]
- Arkitektur- och designcentrum.[36]
- Nordiska museet.[37]
- Förvaltningen för kulturutveckling .[38]
- Vänersborgs museum.[39]
- Smålands museum.[40]
- Flygvapenmuseum.[41]
- Bohusläns museum .[42]
- Örebro läns museum .[43]
- Värmlands museum .[44]
- Medelhavsmuseet.[45]
- Helsingborgs museer .[46]
- Bohusläns museum.[47]
- Vänermuseet.[48]
- Kulturen.[49]
- Victoria and Albert Museum[50]